# Praskačka
Praskačka (en allemand : Praskaczka) est une commune du district de Hradec Králové, dans la région de Hradec Králové, en République tchèque. Sa population s'élevait à 1 078 habitants en 2022.

## Géographie
Praskačka se trouve à 8 km au nord de Lázně Bohdaneč, à 8 km au sud-ouest de Hradec Králové et à 94 km à l'est-sud-est de Prague.
La commune est limitée par Stěžery au nord, par Hradec Králové et Libišany à l'est, par Podůlšany et Staré Ždánice au sud, et par Osice, Lhota pod Libčany et Urbanice à l'ouest.

## Histoire
La première mention écrite de la localité date de 1406.

## Administration
La commune se compose de cinq sections :
- Praskačka
- Krásnice
- Sedlice
- Vlčkovice
- Žižkovec

## Galerie

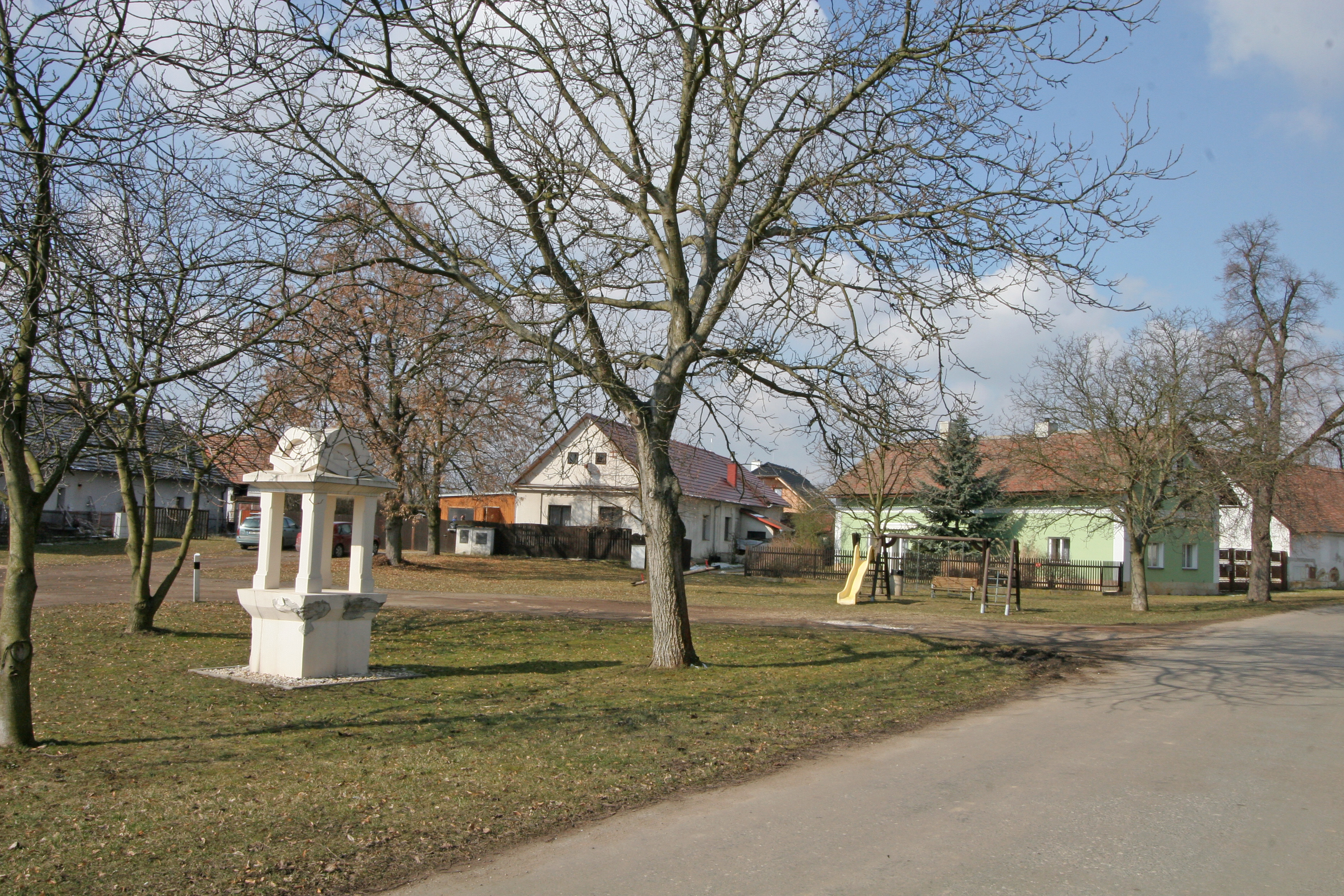
Vlčkovice.
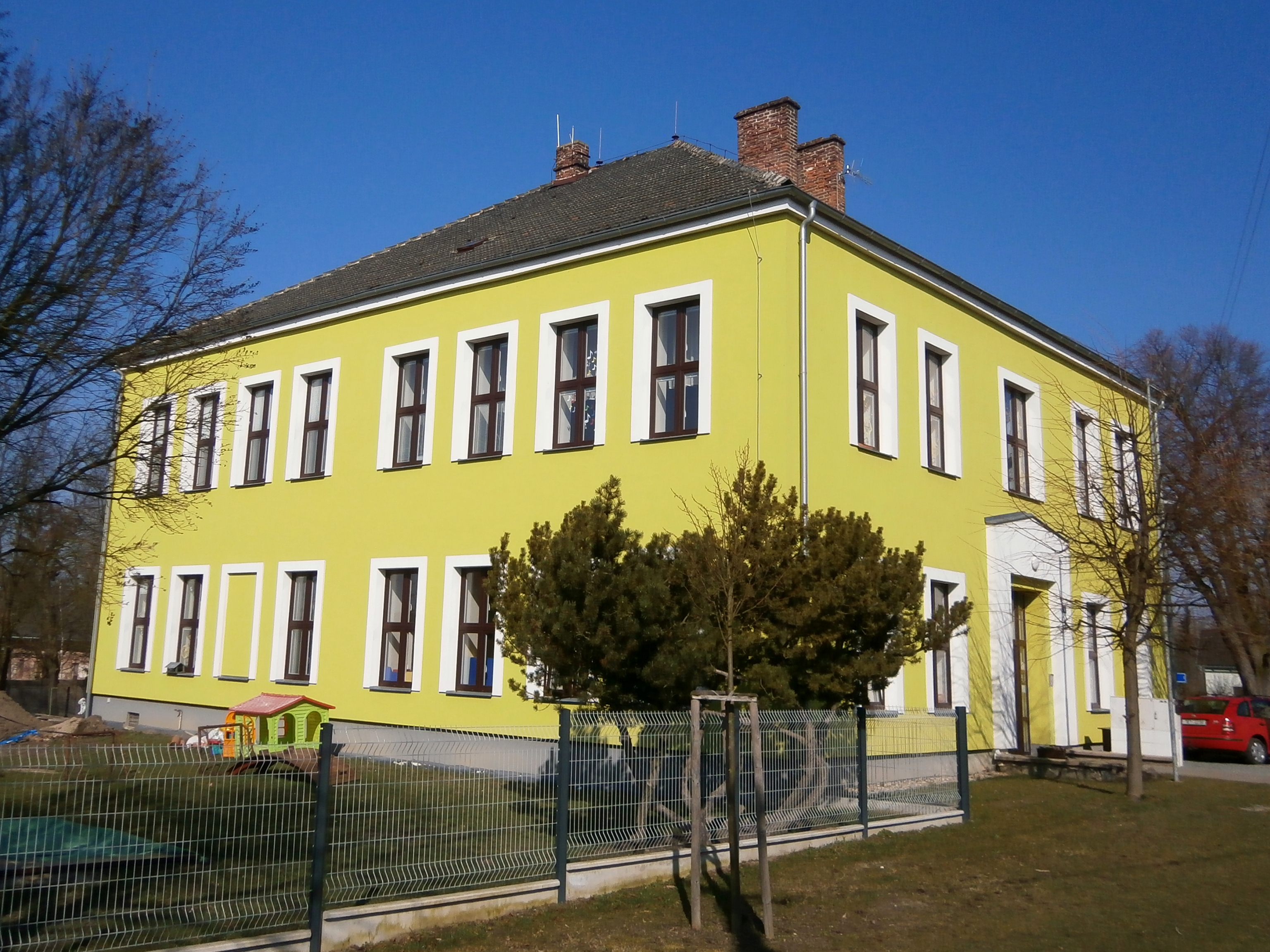
École de Sedlice.

## Transports
Par la route, Praskačka se trouve à 5,5 km de Opatovice nad Labem, à 10 km de Hradec Králové et à 109 km de Prague. 